# St. Michael (Ostendorf)

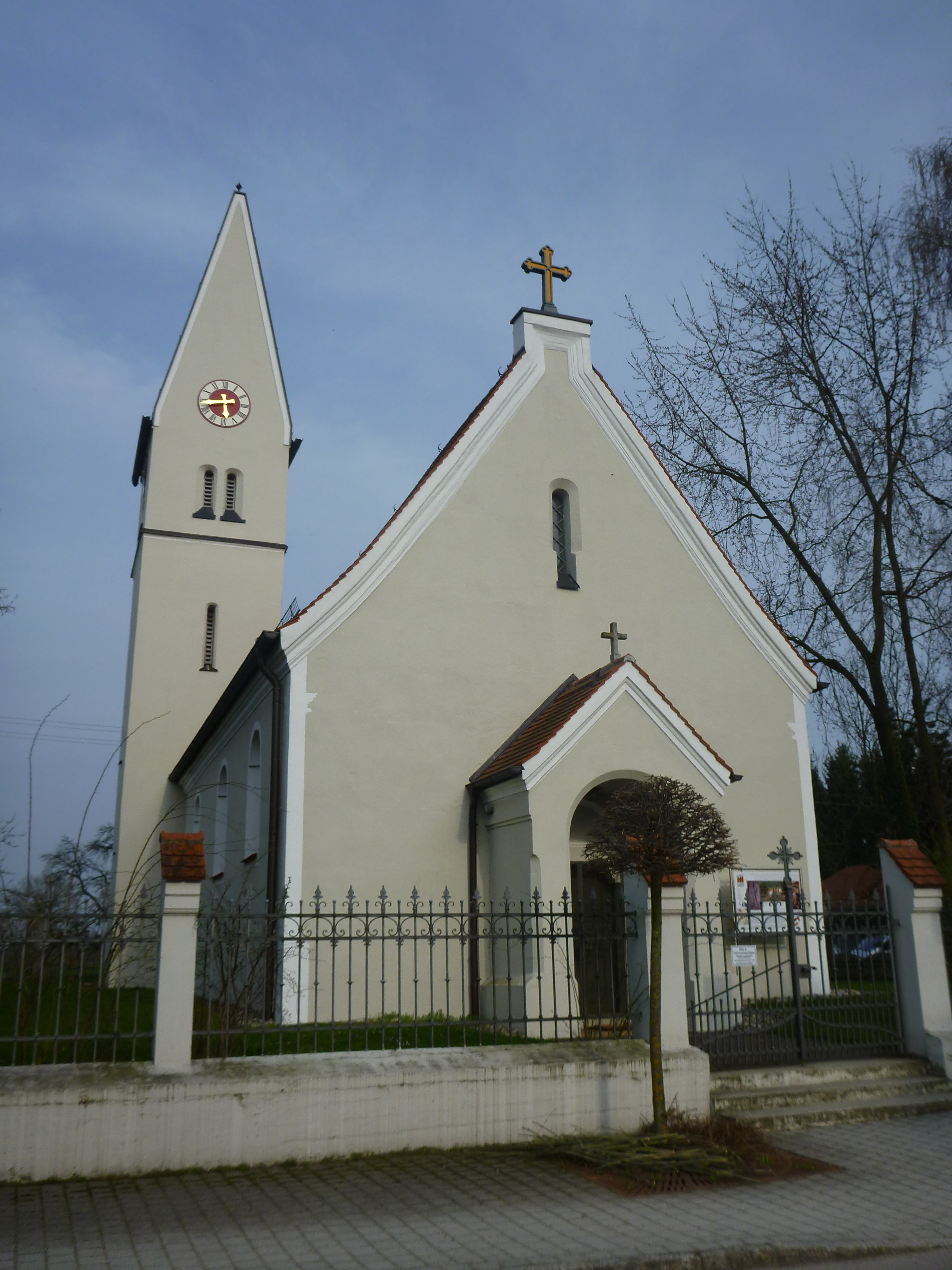
St. Michael (Ostendorf)

St. Michael ist eine römisch-katholische Filialkirche in Ostendorf, einem Gemeindeteil von Meitingen im schwäbischen Landkreis Augsburg von Bayern. Das Bauwerk ist in der Liste der Baudenkmäler in Meitingen als Baudenkmal unter der Nr. D-7-72-177-14 eingetragen.

## Beschreibung
Die Saalkirche wurde im Kern in der ersten Hälfte des 16. Jahrhunderts gebaut und 1681 umgestaltet. Sie besteht aus einem Langhaus, einem eingezogenen, dreiseitig geschlossenen Chor im Osten, einem Chorflankenturm an der Nordwand und der Sakristei unter dem Schleppdach an der Südwand des Chors. Im obersten Geschoss des Turms steht der Glockenstuhl. Die Zifferblätter der Turmuhr sind an den Giebeln befestigt, die das Satteldach begrenzen. An der Fassade im Westen befindet sich ein verdachtes Portal. Der Innenraum des Langhauses ist mit einer Kassettendecke überspannt, der des Chors mit einem Stichkappengewölbe. Der Hochaltar wurde um 1780 nach einem Entwurf von Ignaz Ingerl erbaut. Auf dem Altarretabel ist der Erzengel Michael dargestellt. Die Orgel baute 2008 Robert Wech. Die ältere Glocke stammt wohl aus dem Jahr 1540 von einer Vorgängerkirche.